# 亨德森鎮區 (密歇根州)
亨德森鎮區（英語：Henderson Township）是位於美國密歇根州韋克斯福德縣的一個行政鎮區。

## 地方資料
亨德森鎮區的面積為93.81平方千米，當中陸地面積為93.78平方千米，而水域面積為0.03平方千米。根據2020年美國人口普查的數據，當地共有人口183人，而人口密度為每平方千米1.95人。